# Nagia proselytis
Nagia proselytis là một loài bướm đêm trong họ Noctuidae.